# Liste der Kellergassen in Stetteldorf am Wagram
Die Liste der Kellergassen in Stetteldorf am Wagram führt die Kellergassen in der niederösterreichischen Gemeinde Stetteldorf am Wagram an.
| Foto |                 | Kellergasse                           | Standort                           | Beschreibung |
| ---- | --------------- | ------------------------------------- | ---------------------------------- | --- |
| ja   | Datei hochladen |                                       | KG: Eggendorf am Wagram Standort   | Die einseitige Einzelkellergasse liegt im nordöstlichen Hintaus und an einem von dort nach Norden führenden Güterweg an einer Geländekante. Sie besteht aus 18 Gebäuden auf 200 Metern Länge, darunter 14 traufständige Keller, einige Neubauten und eine Scheune. Die älteste Datierung stammt von 1871. |
| ja   | Datei hochladen | Bunschograben                         | KG: Starnwörth Standort            | Die beidseitige Einzelkellergasse liegt in einem Hohlweg am östlichen Ortsrand. Sie besteht aus 19 Gebäuden auf 150 Metern Länge, mehrheitlich erneuerungsbedürftige Keller in Schildmauerform. Die älteste Datierung stammt von 1833.                                                                    |
| ja   | Datei hochladen |                                       | KG: Starnwörth Standort            | Die beidseitige Einzelkellergasse liegt in einem Graben am nördlichen Ortsrand. Sie besteht aus zwölf Gebäuden auf 100 Metern Länge; zwei Wohnbauten und zehn Keller in verschiedenen Bauformen, die Hälfte davon erneuerungsbedürftig. Die älteste Datierung stammt von 1796.                            |
| ja   | Datei hochladen | Hauptstraße                           | KG: Stetteldorf am Wagram Standort | Die Einzelkellergasse liegt im Ort an einer Geländekante und besteht auf einer Länge von 100 Metern aus 10 Gebäuden, teils in Schildmauerform, teils traufständig, viele erneuerungsbedürftig. |
| ja   | Datei hochladen | Kellergasse                           | KG: Stetteldorf am Wagram Standort | Die einseitige Einzelkellergasse liegt an einer Geländekante am südwestlichen Ortsrand. Auf einer Länge von 300 Metern besteht sie aus 30 Gebäuden, mehrheitlich traufständige Keller. Die älteste Datierung ist von 1824.                                                                                |
| ja   | Datei hochladen | Russbacher Straße                     | KG: Stetteldorf am Wagram Standort | Die einseitige Einzelkellergasse liegt an einer Geländekante zwischen Friedhof und nordöstlichem Ortsrand. Auf einer Länge von 100 Metern umfasst sie 13 Gebäude, mehrheitlich Keller in Schildmauerform. Viele der Keller sind erneuerungsbedürftig.                                                     |
| ja   | Datei hochladen | Tiefenthaler Straße, Absberger Straße | KG: Stetteldorf am Wagram Standort | Das Kellergassensystem liegt am nordwestlichen Ortsrand, teils in der Ebene, teils an Geländekanten. Auf einer Länge von 300 Metern umfasst es 33 Gebäude, teils in Schildmauerform, teils traufständig. Die Mehrheit der Keller ist erneuerungsbedürftig. Die älteste Datierung stammt von 1798.         |

| Foto:                    | Fotografie der Kellergasse (Gesamtheit). Klicken des Fotos erzeugt eine vergrößerte Ansicht. Daneben finden sich zwei Symbole: \| Weitere Bilder vorhanden \| Das Symbol bedeutet, dass weitere Fotos des Objekts verfügbar sind. Durch Klicken des Symbols werden sie angezeigt. \| \| Eigenes Foto hochladen \| Durch Klicken des Symbols können weitere Fotos des Objekts in das Medienarchiv Wikimedia Commons hochgeladen werden. \| |
| Name:                    | Bezeichnung der Kellergasse |
| Standort:                | Es ist die Katastralgemeinde (KG) angegeben. Durch Aufruf des Links Standort wird die Lage der Kellergasse in verschiedenen Kartenprojekten angezeigt. |
| Beschreibung             | Kurze Beschreibung der Kellergasse |
| Weitere Bilder vorhanden | Das Symbol bedeutet, dass weitere Fotos des Objekts verfügbar sind. Durch Klicken des Symbols werden sie angezeigt. |
| Eigenes Foto hochladen   | Durch Klicken des Symbols können weitere Fotos des Objekts in das Medienarchiv Wikimedia Commons hochgeladen werden. |